# Psectrosciara forcipata
Psectrosciara forcipata är en tvåvingeart som beskrevs av Cook 1958. Psectrosciara forcipata ingår i släktet Psectrosciara och familjen dyngmyggor.
Artens utbredningsområde är Kalifornien. Inga underarter finns listade i Catalogue of Life.